# Without Love (album)
Pour les articles homonymes, voir Without Love.
Albums de Black 'n Blue
Black 'n Blue
(1984) Nasty Nasty
(1987)
Without Love est le second album studio du groupe Black 'n Blue, sorti le 27 août 1985 sous le label Geffen Records.

## Liste des morceaux
| No  | Titre                           | Crédit(s)                   | Durée |
| --- | ------------------------------- | --------------------------- | ----- |
| 1.  | Rockin' on Heaven's Door        | St. James, Thayer           | 3:30  |
| 2.  | Without Love                    | St. James, Vallance         | 3:38  |
| 3.  | Stop the Lightning              | St. James, Thayer           | 4:08  |
| 4.  | Nature of the Beach             | St. James, Thayer           | 3:50  |
| 5.  | Miss Mystery                    | St. James, Thayer, Vallance | 4:00  |
| 6.  | Swing Time                      | St. James, Warner           | 3:21  |
| 7.  | Bombastic Plastic               | St. James                   | 3:38  |
| 8.  | We Got the Fire                 | St. James, Thayer, Vallance | 3:11  |
| 9.  | Strange Things                  | St. James, Thayer, Vallance | 3:24  |
| 10. | Two Wrongs (Don't Make It Love) | St. James, Thayer           | 3:51  |

| 11. | Same Old Song and Dance | Steven Tyler, Joe Perry | 4:11 |

## Formation
- Jaime St. James: Chants
- Tommy Thayer: Guitare & Chœurs
- Jeff "Whoop" Warner: Guitare
- Patrick Young: Basse & Chœurs
- Pete Holmes: Batterie

### Autres musiciens
- Adam Bomb: Guitare
- Jim Vallance: Batterie
- Doug Johnson: Claviers
- Dave Pickell: Claviers
- Steve Porcaro: Claviers
- James Hibbard: Trompette
- Mike Reno: Chants sur "We Got the Fire"

### Same Old Song And Dance
- Jaime St. James: Chants
- Tommy Thayer: Guitare
- Bob Rock: Guitare
- Matt Frenette: Batterie
- Spider: Basse
- Bruce Fairbairn: Percussions
- Wayne Kozack: Saxophone

### Production
- Bob Rock - ingénieur du son
- Mike Fraser - ingénieur du son
- Rob Porter - ingénieur du son
- George Marino - mastering
- Adrian Clay - manager